# The Little Mermaid (2023)
The Little Mermaid is een Amerikaanse fantasy-musicalfilm van Walt Disney Animation Studios (onderdeel van The Walt Disney Company) uit 2023, geregisseerd door Rob Marshall. Het is een live-action remake van Disneys gelijknamige lange animatiefilm uit 1989. Deze tekenfilm was op zijn beurt grotendeels gebaseerd op het gelijknamige sprookje uit 1837 van de Deense schrijver Hans Christian Andersen. 
In de live-action remake is de voor jonge kijkers aangepaste verhaallijn van de tekenfilm grotendeels opnieuw gevolgd, waarbij enkele scènes en delen zijn aangepast (zie #Opvallende verschillen met de oorspronkelijke tekenfilm). Het oorspronkelijke sprookje van Andersen (dat veel negatiever eindigt) komt in geen van beide films volledig terug.

## Verhaal
De zeemeermin Ariël is de jongste dochter van koning Triton, de heerser van het koninkrijk Atlantica. Ariël is gefascineerd door de mensenwereld boven de zeespiegel, maar zeemeermensen mogen geen enkel contact met deze wereld hebben. 
Op een avond redt Ariel de jonge en nog ongehuwde prins Eric, op wie ze verliefd is geworden, van een schipbreuk. Ze zingt voor Eric net op het moment dat hij weer bijkomt, en duikt dan weer in zee. Hoewel Eric Ariëls gezicht niet ziet, heeft hij haar stem wel gehoord. Ariël besluit dat ze naar de mensenwereld wil om met Eric te trouwen. Sebastiaan de krab, die door Triton is aangesteld als plaatsvervangend voogd voor Ariël, brengt Triton op de hoogte dat Ariël een mens heeft gered. Triton is woedend en vernietigt Ariëls complete verzameling menselijke voorwerpen. Ook verbiedt hij haar om ooit nog naar het zeeoppervlak te gaan. Ariël is diepbedroefd en wanhopig. 
Hierna brengen twee murenen Ariël in contact met haar tante; dit is de doortrapte zeeheks Ursula, die 15 jaar eerder door Triton uit Atlantica werd verbannen. Ariël sluit een deal met Ursula; ze zal haar mooie stem afstaan in ruil voor menselijke benen, zodat ze de wereld boven water echt kan ontdekken en indruk kan maken op Eric. Ursula bewaart Ariëls stem in de schelp van een Nautilus pompilius. Er geldt wel een strikte voorwaarde: Eric zal Ariël binnen drie dagen de ware liefdeskus moeten geven, anders zal Ariel weer in een zeemeermin veranderen en dan volledig in Ursula's macht zijn. Ariël heeft op dat moment nog niet door dat ze gebruikt wordt voor een plan dat Ursula heeft opgezet om zelf de  macht in Atlantica te grijpen. 
Triton gaat wanhopig op zoek naar zijn verdwenen dochter, en heeft nu spijt van de manier waarop hij Ariel eerder heeft behandeld. 
Ariël wordt in haar nieuwe gedaante als mens uit zee gered door een visser. Het lukt haar daarna om in contact te komen met Eric en ze wordt ook toegelaten in diens paleis. Eric herkent Ariël echter niet als de vrouw die hem eerder redde, doordat ze nu juist haar stem – datgene waaraan hij haar had kunnen herkennen – kwijt is. Inmiddels houdt Ursula vanuit haar schuilplaats onder zee de gebeurtenissen goed in de gaten. Om te verhinderen dat Ariël inderdaad slaagt, verandert Ursula zichzelf in een jonge vrouw ("Vanessa") en ze gebruikt bovendien Ariëls stem. In die vermomming begeeft ze zich ook naar de mensenwereld, waar ze Eric betovert. Hierdoor gelooft Eric dat Vanessa degene is door wie hij gered is, en dat hij daarom ook meteen met Vanessa moet trouwen.
Het voltrekken van het huwelijk wordt net op tijd verhinderd door de zeedieren die Ariël helpen. Ariël slaagt er zelf ook in om op tijd aan boord te komen. In het gevecht met Vanessa/Ursula breekt ook de schelp, zodat Ariëls stem kan terugkeren naar de ware eigenaar. Zodoende weet Eric nu ook dat Ariël toch degene is die hij zoekt. Juist op datzelfde moment zijn de drie "proefdagen" van Ariël echter voorbij, en ze verandert weer in een zeemeermin. Ursula neemt ook haar ware gedaante weer aan. Ze ontvoert Ariël mee terug naar het onderzeese rijk. Daar heeft ze een confrontatie met Triton, die machteloos staat tegenover het nog altijd geldige contract tussen Ursula en Ariël. Triton is nu gedwongen om zijn macht over de zee volledig aan Ursula af te staan, wil hij in ieder geval nog zijn dochter redden. Triton verandert nu zelf in een poliep, en hij wordt een van Ursula's vele gevangenen.  
In een laatste gevecht tussen Ursula, Ariël en Eric splijt Ursula met Tritons drietand die ze nu zelf heeft de zee open. Hierdoor komt er een scheepswrak  bovendrijven. Ariël slaagt erin aan boord van dit schip te komen, en ze doodt Ursula door het wrak precies in Ursula's hart te spietsen. Nu Ursula's kwade heerschappij ten einde is, nemen ook al haar tot poliepen omgetoverde gevangenen hun eigenlijke gedaante weer aan.
Triton stemt er nu alsnog mee in dat zijn dochter met Eric trouwt. Hij geeft Ariël bovendien opnieuw benen, en deze keer voor altijd, zodat Ariël voortaan in de mensenwereld kan blijven.

## Rolverdeling
| Personage                               | Originele versie      | Nederlandstalige versie |
| --------------------------------------- | --------------------- | ----------------------- |
| Ariël                                   | Halle Bailey          | Lynn Mancel             |
| Prins Eric                              | Jonah Hauer-King      | Jonathan Vroege         |
| Zeeheks Ursula                          | Melissa McCarthy      | Kirsten Cools           |
| De krab Sebastian (Sebastiaan)          | Daveed Diggs (stem)   | Juneoer Mers            |
| De vogel Scuttle (Jutter)               | Awkwafina (stem)      | Jolien Praet            |
| De tropische vis Flounder (Botje)       | Jacob Tremblay (stem) | Juul Kolacny            |
| Koning Triton                           | Javier Bardem         | Bert Huysentruyt        |
| Koningin Selina                         | Noma Dumezweni        | Edsilia Rombley         |
| Vanessa (Ursula's menselijke alter-ego) | Jessica Alexander     | Kirsten Cools           |
| Mulligan (Erics scheepsmaat)            | John Dagleish         | Finn Poncin             |
| Hawkins                                 | Christopher Fairbank  | Rob van de Meeberg      |
| Butler Grimsby                          | Art Malik             | Stan Limburg            |
| Dienstmeisje Rosa                       | Emily Coates          | Julie Daems             |
| Dienstmeisje Lashana                    | Martina Laird         | Jacqueline Jonkers      |
| Marktverkoopster                        | Jodi Benson           | Karina Mertens          |

## Productie

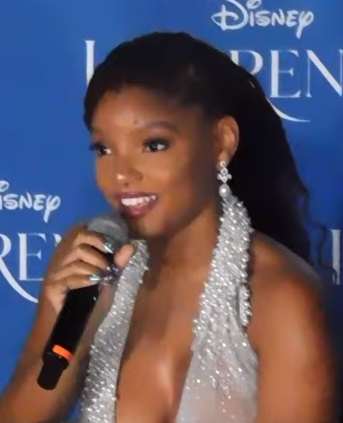
Bailey in 2023, tijdens een interview over haar rol als Ariël

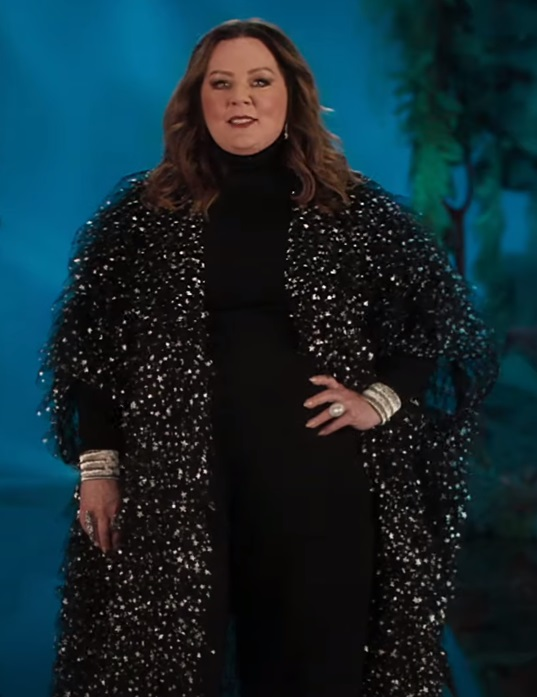
McCarthy in 2023

### Ontwikkeling
In mei 2016 werd aangekondigd dat Disney een live-action remake van Ariël aan het plannen was, na het succes van Maleficent, Cinderella en The Jungle Book. Op 16 augustus van hetzelfde jaar werd ook bevestigd dat Marc Platt en Lin-Manuel Miranda als producers zouden worden getekend. Op 6 december 2017 werd aangekondigd dat Rob Marshall Disneys eerste keuze zou zijn om The Little Mermaid te regisseren, waarbij Jane Goldman het scenario zou schrijven.
Op 5 december 2018 kondigde Marshall aan dat hij samen met John DeLuca en Marc Platt was ingehuurd om met de ontwikkeling van het project te beginnen. Hij zei dat "John en hijzelf waren begonnen met verkennen en uit te zoeken hoe de film gemaakt moet worden omdat hij vond dat het een heel ingewikkelde film is om van animatie naar live-action te vertalen. Live-action is een heel andere wereld, dus je moet heel nauwkeurig zijn met hoe dat wordt gedaan, maar we beginnen met de verkenningsfase", aldus Marshall. Later in december 2018 werd Marshall officieel aangenomen als regisseur voor de film. Tijdens een interview in diezelfde maand onthulde hij dat de film zich toen in een zeer vroege ontwikkelingsfase bevond; de studio was bezig met proberen manieren te vinden om het verhaal van de originele film geschikt te maken voor live-action.
Op 3 juli 2019 werd aangekondigd dat David Magee, die eerder het scenario schreef voor Marshalls film Mary Poppins Returns, het script samen met Jane Goldman had geschreven.  Even later werd Marshall officieel bevestigd als regisseur. Op 10 februari 2020 kondigde Miranda aan dat de repetities voor de film al waren begonnen.

### Casting
In juni 2019 werd bekend dat Melissa McCarthy in gesprek was om de rol van Ursula te krijgen.  De volgende maand voegden Jacob Tremblay (als stemacteur voor Botje), Awkwafina (als stemacteur voor Jutter), Halle Bailey (als Ariël) en Javier Bardem (als Koning Triton) zich bij de cast. Harry Styles was gevraagd voor de rol van Prins Eric, maar in augustus 2019 werd bekend dat hij voor de eer had bedankt. Enkele maanden later onthulde Styles in een interview met Capital FM dat er "een paar dingen" waren die ze niet hadden kunnen oplossen.
Rond de casting van Bailey was – vooral op de sociale media – commotie ontstaan vanwege de huidskleur van de actrice. In het oorspronkelijke verhaal wordt de zeemeermin beschreven als iemand met een lichte huid. Veel mensen vonden dat de rol van Ariël daarom ook vertolkt moest worden door een actrice met een lichte huidskleur. Marshall verklaarde echter dat Bailey "die zeldzame combinatie van geest, hart, jeugd, onschuld en substantie bezit – plus een glorieuze zangstem – alle intrinsieke kwaliteiten die nodig zijn om deze iconische rol te spelen".  Bailey zei zelf dat ze "frisheid" aan het personage wilde brengen, en dat "het verbazingwekkend is dat de regisseurs zo vooruitstrevend zijn geweest in het steunen om haar ware zelf te laten zien... dat was een heel leuke groei-ervaring".
Mede-ster Daveed Diggs zei dat de remake "wat meer kracht" zou geven aan het personage Ariël dan in de originele tekenfilm.  Diggs, die eerder aan Miranda's musical Hamilton had gewerkt, werd in oktober 2019 zelf gecast als de stem van de krab Sebastian. In november 2019 kreeg Jonah Hauer-King de rol van prins Eric. McCarthy bevestigde haar rol als Ursula pas op 18 februari 2020, tijdens een interview in The Ellen DeGeneres Show.
In december 2020 maakte Disney officieel zeven hoofdrolspelers bekend en onthulde ook het logo van de film.
Op 5 januari 2021 werd aangekondigd dat Noma Dumezweni in een op dat moment onbekende rol was gecast.

### Filmen
De opnames zouden oorspronkelijk begin april 2020 in Londen beginnen, maar dit liep vertraging op vanwege de coronapandemie. In plaats daarvan zou de opname nu op 10 augustus 2020 beginnen. Setfoto's van de Pinewood Studios Londen in Engeland lekten een paar weken nadat de productie was stopgezet, er waren luchtfoto's te zien van het schip van prins Eric en binnenfoto's van zijn kasteel. Het filmen werd echter opnieuw uitgesteld, nu tot november/begin december 2020. Dit deed men om tegemoet te komen aan het productieschema van McCarthy. Er waren namelijk planningsproblemen rond McCarthy's Hulu-miniserie Nine Perfect Strangers. In december 2020 sprak McCarthy de hoop uit dat ze in januari 2021 zou beginnen met filmen. In december 2020 verklaarde McCarthy dat ze  hoopte in januari 2021 te zullen beginnen met het meewerken aan de opnames. Diezelfde maand besprak Daveed Diggs de grote hoeveelheid werk die hij moest doen als het ging om het voorbereiden en opnemen van dialogen voor de rol van Sebastian.
De productie begon officieel op 30 januari 2021 in Pinewood Studios in Iver, Engeland. De scènes van McCarthy werden echter pas in april 2021 opgenomen. Op 6 april werd aangekondigd dat er in de zomer gedurende ongeveer drie maanden extra zou worden gefilmd op Sardinië. In juni 2021 werd de productie tijdelijk stopgezet omdat enkele leden van de filmploeg corona hadden opgelopen. Het filmen werd een week later hervat en eindigde op 11 juli 2021.
De opnames werden uiteindelijk afgerond op 11 juli 2021.

### Muziek
Producer Miranda kondigde aan dat Alan Menken, die componist was voor de animatiefilm, de muziek voor de remake zou componeren en ook samen met hem nieuwe nummers zou schrijven.

## Release
Een eerste trailer verscheen op 10 september 2022. De eerste officiële poster voor de film verscheen een maand later op 13 oktober.
De film ging daadwerkelijk in première op 8 mei 2023 in het Dolby Theatre in Los Angeles en werd op 26 mei 2023 in de bioscoop uitgebracht in de Verenigde Staten en het Verenigd Koninkrijk door Walt Disney Studios Motion Pictures. De film was vanaf 24 mei 2023 ook te zien in de Nederlandse bioscopen.

## Belangrijke verschillen met de oorspronkelijke tekenfilm
- In de oorspronkelijke tekenfilm uit 1989 wordt nergens iets bekend over Ariëls moeder. In de live-action remake blijkt dat zij is gedood door mensen, een van de belangrijkste redenen waarom Triton de mensenwereld haat.
- In de live-action remake is Ursula zelf naaste familie van Triton en Ariël; ze is de zus van Triton en dus Ariëls tante. In de tekenfilm blijkt dit nergens uit.
- In de oorspronkelijke tekenfilm is het Eric die Ursula aan het eind met een scheepswrak doodt, niet Ariël.
- Enkele scènes zijn in de live-action-remake langer gemaakt, zoals Ariëls kennismaking met en haar eerste rondreis door de mensenwereld. Ook zijn enkele scènes met Ursula iets aangepast.
- Het nummer Part of Your World (dat oorspronkelijk voor de tekenfilm was geschreven door Howard Ashman) is in de live-action remake het eerste lied in de film; het lied dat Ariëls zes oudere zussen helemaal aan het begin van de tekenfilm zingen, is niet in de remake verwerkt. In de live-action remake zingt Ariël Part of Your World daarnaast tweemaal. De tweede keer is in een bedroefde versie, als Eric en Vanessa verloofd lijken.[31][32]